# U 864
U 864 var en tysk ubåt som sänktes utanför Bergen i Norge i gryningen 9 februari 1945 av den brittiska ubåten HMS Venturer.
U 864 byggdes på AG Wesers varv i Bremen där hon kölsträcktes den 15 oktober 1942 och sjösattes den 12 augusti 1943. Hon togs i tjänst i skolförbandet 4. Unterseebootsflottille den 9 december 1943, under befäl av Rolf-Reimar Wolfram, för träning av besättning och utprovning. Den 1 november 1944 överfördes hon till 33. Unterseebootsflottille för fronttjänstgöring.
Hon var på väg från Kiel till Pinang med en last av delar och ritningar till de nya jetmotorerna som Messerschmitt utvecklat. Ombord fanns även komponenter till flygmotorer från Junkers och BMW. Tanken var att stödja den japanska krigsmakten med materielen. Från Bergen gick ubåten ut under befäl av Rolf-Reimar Wolfram. Båten började förföljas av HMS Venturer som sänkte U 864 med den fjärde torpeden som avfyrades. Detta är den hittills enda gången i marin krigföring som en ubåt sänkt en annan ubåt där båda befunnit sig i undervattensläge. Ingen av de 70 eller 73 besättningsmännen som fanns ombord överlevde. Vraket delades i två delar.

## Bärgning eller övertäckning

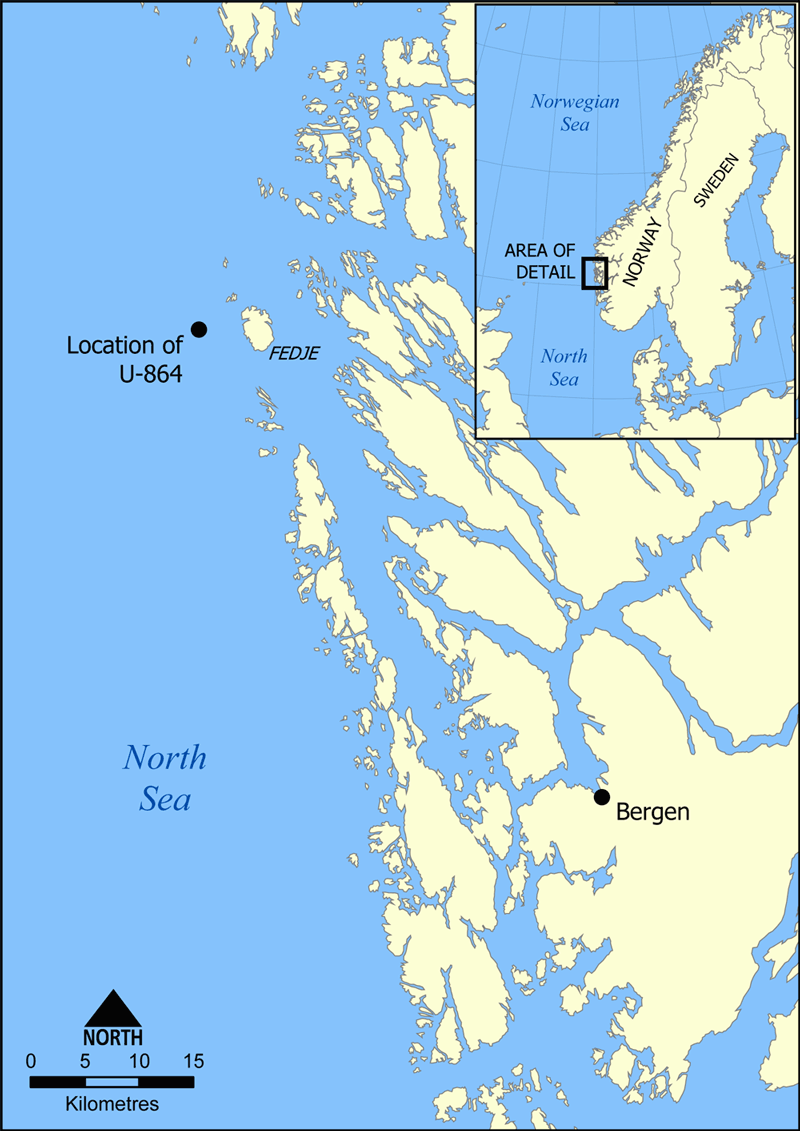
U 864:s position.

65 ton kvicksilver lastat i kölsvinet, i stålfat, började läcka ut. Olika alternativ för att minska risken för föroreningar från ubåten arbetades fram. Man diskuterade bärgning eller övertäckning av ubåten. Strax före jul 2006 rekommenderade Kystverket övertäckning av vraket. Det ledde till protester bland lokalbefolkningen och Kystverket fick fram till i april 2007 i uppdrag att utreda möjligheten till bärgning. De kom med sin rapport i november 2008 med slutsatsen att det är tekniskt möjligt att bärga ubåten. Baserat på en säkerhetsutredning av Det Norske Veritas rekommenderade man trots allt en övertäckning. 
Den 29 januari 2009 kungjorde fiskeri- och kustminister Helga Pedersen att U 864 skulle bärgas. Bärgningen var planlagd att starta sommaren 2009 och beräknades ta två månader och kosta över en miljard norska kronor. Kurt Oddekalv i Norges Miljøvernforbund ansåg att detta var en mycket viktigt seger för miljön. Fiskeriminister Lisbeth Berg-Hansen slog i Stortingets frågetimme den 26 maj 2010 fast att ubåten skulle bärgas, något som även statsminister Jens Stoltenberg uttalade den 19 maj samma år. .
I januari 2013 bekräftade dåvarande fiskeriministern Lisbeth Berg-Hansen, vid en fråga ställd i Stortinget, att det inte förelåg någon tidsplan för vad som skulle ske med vraket.
Våren 2013 undersöktes vraket och tömdes på dieselolja. Sex tomma behållare för kvicksilver hittades utanför vraket. År 2016 fylldes ett område under förskeppet upp för att hindra ras och i oktober 2018 yrkade regeringen medel för att täcka över ubåten. På uppdrag av Kustverket granskade konsultfirman Rambøll de tidigare utredningarna och påpekade att nya metoder för muddring skulle kunna minska föroreningen vid en bärgning.
I oktober 2020 initierade Erna Solbergs regering en ny utredning om hur vraket skall hanteras. Den beräknades vara klar i juli 2022.
År 2024 beslutade regeringen att hämta upp åtkomliga delar av kvicksilverlasten under 2026 innan övertäckning genomförs för resten av vraket.